# يوزباشي كندي (مقاطعة ديواندرة)
يوزباشي كندي (بالفارسية: یوزباشی کندی) هي قرية تقع في قسم اوباتو (مقاطعة ديواندرة) في إيران. يقدر عدد سكانها بـ 323 نسمة بحسب إحصاء 2016.